# طريانة

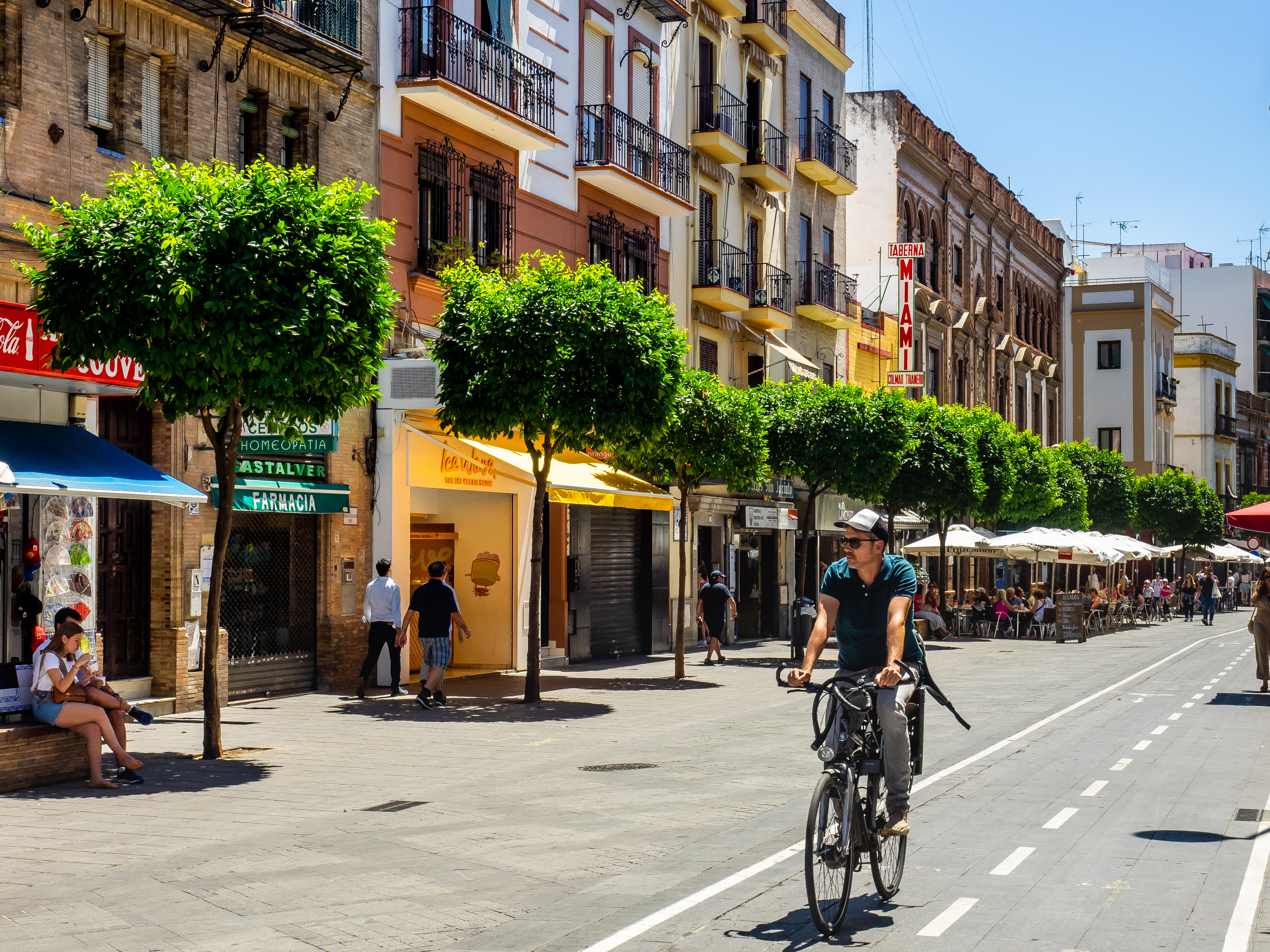
شارع في طريانة

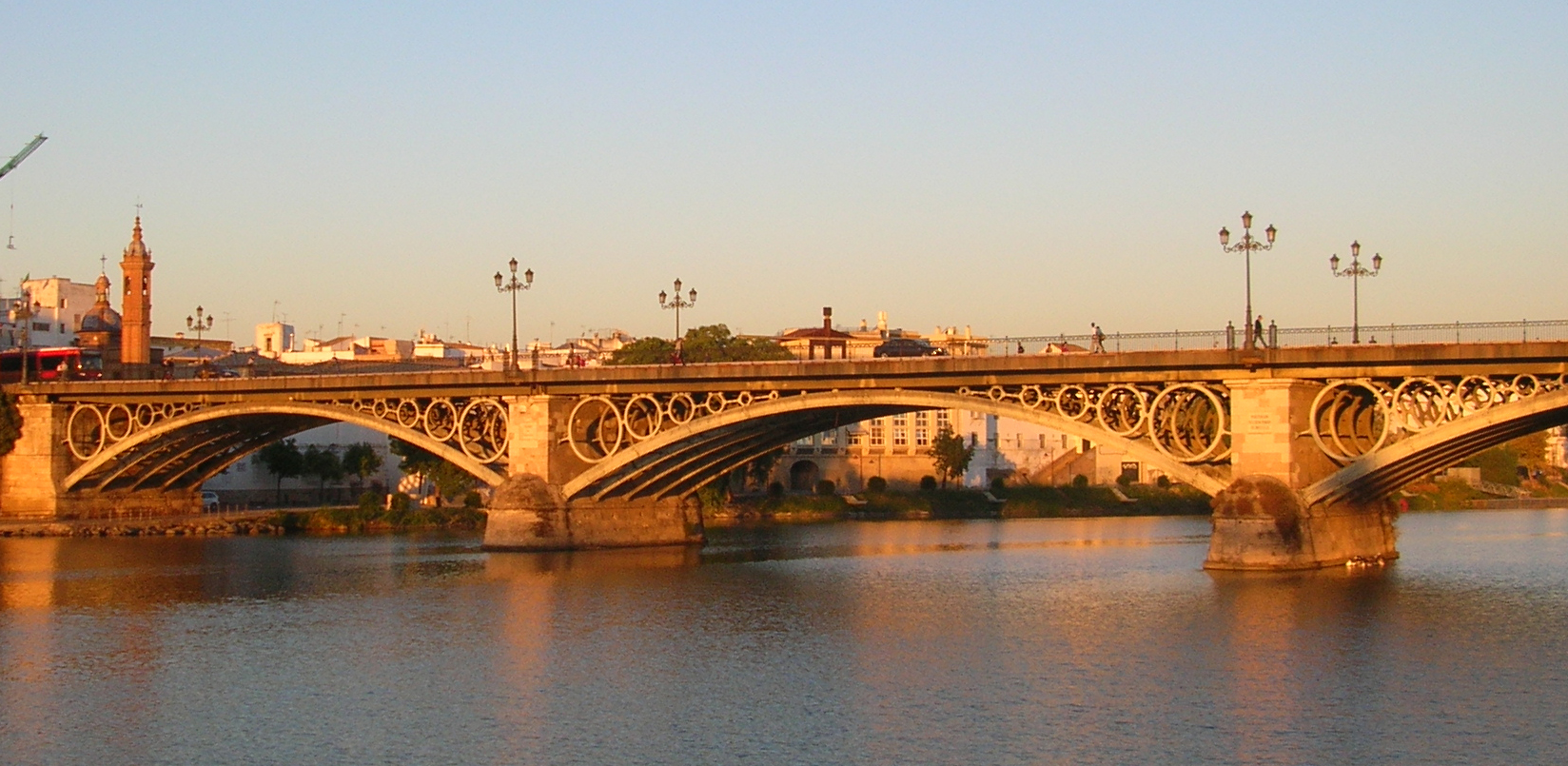
جسر طريانة الشهير

طريانة أو أطريانة هو حي ومنطقة إدارية تقع على الضفة الغربية للوادي الكبير في مدينة إشبيلية بإسبانيا. تقع طريانة في شبه جزيرة بين فرعي الوادي الكبير وترتبط ارتباطًا وثيقًا بالبر الرئيس في الشمال.